# John Dickinson (Politiker)

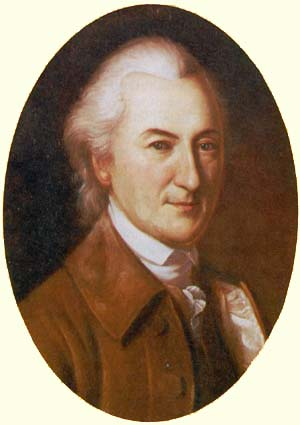
John Dickinson (1780 gemalt von Charles Willson Peale)

John Dickinson (* 2. November 1732 im Talbot County, Province of Maryland; † 14. Februar 1808 in Wilmington, Delaware) war ein Politiker und Gründervater der Vereinigten Staaten.

## Leben
Dickinson stammte aus einer Familie von Tabakpflanzern, war selbst Landbesitzer, Anwalt und Sklavenhalter. Als gemäßigter Gegner der britischen Politik gegenüber den 13 Kolonien war er Delegierter des Stempelsteuerkongresses, der vom 7. bis 25. Oktober 1765 in New York abgehalten wurde.
Infolge der Verabschiedung der Townshend Acts, die Zölle auf Einfuhren in die Kolonien erhoben, veröffentlichte Dickinson 1767–1768 unter einem Decknamen seine Letters from a Farmer in Pennsylvania (Briefe eines Bauern in Pennsylvania), die ein breites Publikum erreichten und den politischen Widerstand der Kolonisten gegen die britischen Maßnahmen katalysierten. 1768 veröffentlichte er in der Boston Gazette den Liedtext zu The Liberty Song. 
1774 und 1775 gehörte er dem Ersten und Zweiten Kontinentalkongress an und verfasste zunächst die Declaration of the Causes and Necessity of Taking Up Arms (Darlegung der Gründe und Notwendigkeit, zu den Waffen zu greifen) und später die Palmzweigpetition. Er sprach sich gegen die Unabhängigkeitserklärung aus und weigerte sich, das Dokument zu unterzeichnen. Daraufhin meldete er sich für die Miliz von Pennsylvania und kämpfte für die Vereinigten Staaten im Unabhängigkeitskrieg.
Vom 13. November 1781 bis zum 7. November 1782 hatte Dickinson das Amt des Präsidenten von Delaware inne, das der Position eines Gouverneurs entsprach. Denselben Posten übte er im Anschluss bis zum 18. Oktober 1785 in Pennsylvania aus. 1786 vertrat er Delaware in der Annapolis Convention. 1793 saß er noch für die Demokratisch-Republikanische Partei im Senat von Delaware, dem er bereits 1781 für kurze Zeit angehört hatte. Er war gewähltes Mitglied der American Philosophical Society. Nach ihm wurde das Dickinson College benannt.

## Nachleben

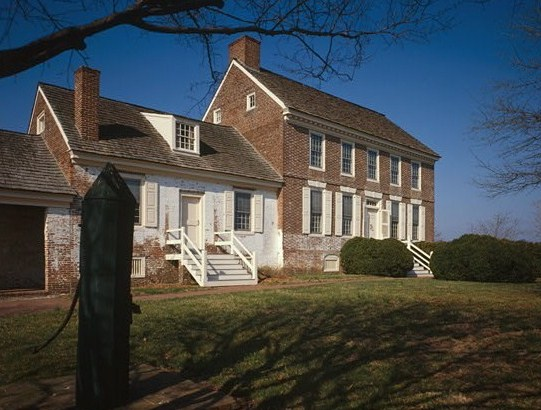
John Dickinson House (1982)

Dickinson lebte auf einer 2000 Hektar großen Plantage und hatte wahrscheinlich bis zu 59 Sklaven. Das Herrenhaus hat seit Januar 1961 den Status eines National Historic Landmarks („Nationales historisches Wahrzeichen“) und ist seit Oktober 1966 als John Dickinson House im National Register of Historic Places („Nationales Verzeichnis historischer Orte“; NRHP) eingetragen.
Im Frühjahr 2021 gaben Archäologen nach einer zweijährigen Untersuchung der früheren Plantage bekannt, die Gräber von mindestens 25 Sklaven gefunden zu haben. Die historischen Dokumente legen nahe, dass bis zu 400 Sklaven auf der Plantage begraben worden sind.